# Salvador Bové i Salvador
Salvador Bové (Reus, 1869 – Badalona, 1915), fou un canonge expert en la vida i obra de Ramon Llull.

## Biografia
L'erudit i historiador cultural reusenc Joaquim Santasusagna en fa una petita biografia. Fill de família humil, el seu pare era paleta d'ofici, als tres anys va marxar amb la seva família a Sant Martí de Provençals, on Salvador va fer el primer ensenyament. L'any 1881 va entrar al Seminari de Barcelona i es va interessar també en la poesia, sobretot la de Guimerà i Verdaguer, i va fer algunes incursions amb poemes seus als Jocs Florals de Barcelona, sense gaire èxit. En sortir del seminari el 1895, va ser destinat a Martorell i més tard a Terrassa i a la Seu d'Urgell el 1909. El 1898 havia fet un doctorat en Teologia al Seminari de Tarragona. El 1912 va ser nomenat predicador del Rei. Va guanyar una càtedra de Teologia Moral i Eloqüència al Seminari de Barcelona i fou nomenat membre corresponent de la Reial Acadèmia de Bones Lletres. La seva obra és polèmica tot i que cabdal en els estudis sobre Llull. Entre les seves obres destaquen Lo Canonge Pau Claris: los actes del canonge d'Urgell don Pau Claris en sa qualitat de diputat català y principalment sos esforços per la independéncia de Catalunya] (Barcelona: La Hormiga de Oro, 1894), Assaig crítich sobre'l filosoph barceloní en Ramon Sibiude (Barcelona: Estampa La Renaixensa, 1896) i Institucions de Catalunya (Barcelona: La Catalana, 1895), les tres premiades als Jocs Florals; sobre Llull, Les doctrines lulianes en lo congrés universitari català (Barcelona: Fidel Giró, 1904), El sistema científico luliano (Barcelona: Tipografía Católica, 1908) La Filosofia nacional de Catalunya (Barcelona: Estampa de Fidel Giró, 1902) i Santo Tomás de Aquino y el descenso del entendimiento: Platón y Aristóteles harmonizados por el beato Raimundo Lulio (Palma: Tip. de Felipe Guasp, 1911). Va fundar i dirigir La Revista lul·liana (Barcelona, 1901-1905), que va sostenir econòmicament ell tot sol. Amb Tomàs Carreras i Artau va mantenir llargues discussions filosòfiques. El professor gironí en publicava els resultats a les pàgines del diari El Correo Catalan.
Bové arribà a la constatació nacional a través del lul·lisme: "La nació és l'ànima [...], la nació és un principi espiritual; principi que's manifesta ab caràcters propis en lo sentir, en lo voler y en lo pensar; allí ahont hi hage tal principi, hi haurà una nacionalitat".
A la Biblioteca Pública Episcopal del Seminari de Barcelona hi ha: “Manuscrits del lul·lista Mn. Salvador Bové: contingut 50 capses” descrit per Salvador Misser en 2 volums.
Les ciutats de Reus i de Barcelona li han dedicat un carrer.